# Kalte Haide
Die Kalte Haide ist ein markanter Berg in Rennsteignähe in der Flur der Gemeinde Brotterode-Trusetal im Thüringer Wald. Die Kalte Haide hat eine Höhe von 831,2 m ü. HN.
Am Rennsteig kommt man dem Berg am Forstort Waltershäuser Hütte am nächsten. An der Kalten Haide entspringen die Adolfsblickquelle sowie die Schmalkalde. 
Die Kalte Haide ist fast vollständig bewaldet.